# Josef von Hempel

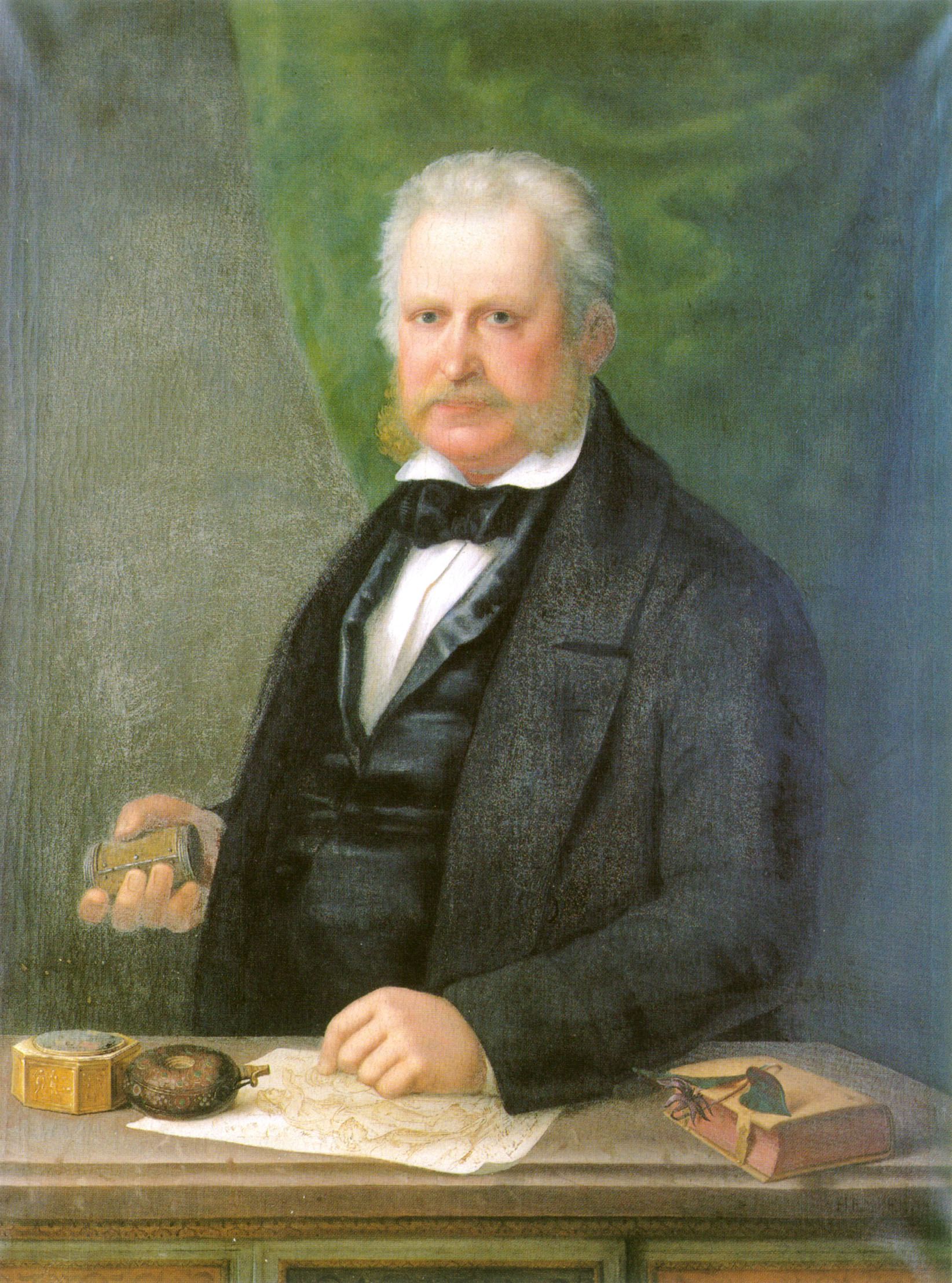
Selbstporträt (1856)

Sebastian Josef Ritter und Edler von Hempel (* 9. Februar 1800 in Wien; † 2. September 1871 in Tokod bei Gran) war ein österreichischer Maler aus der Gruppe der Nazarener sowie Schriftsteller.

## Leben

### Jugend und Italienreise
Josef von Hempel stammte aus einer reichen Adelsfamilie. Er war der Sohn von Johann Ludwig Josef (1750–1811) und Katharina von Hempel, geb. Gall(in) (1779–1846).
Im Rahmen seiner Erziehung besuchte Josef von Hempel mehrmals die kaiserliche Bildergalerie im Schloss Belvedere, wobei er ein reges Interesse an Kunst und Malerei entwickelte. Nach einigem Widerstand seiner Mutter wurde er im November 1815 an der Akademie der bildenden Künste in Wien als Schüler zugelassen. Dass dort der Klassizismus als vorherrschende Kunstauffassung gelehrt wurde, stieß bei vielen Schülern auf Widerstand. Sein erstes Ölbild, eine Darstellung des heiligen Abendmahls, malte Hempel mit etwa 20 Jahren. Es schmückte nach seiner Fertigstellung den Hauptaltar der Kapuzinerkirche in Wiener Neustadt.

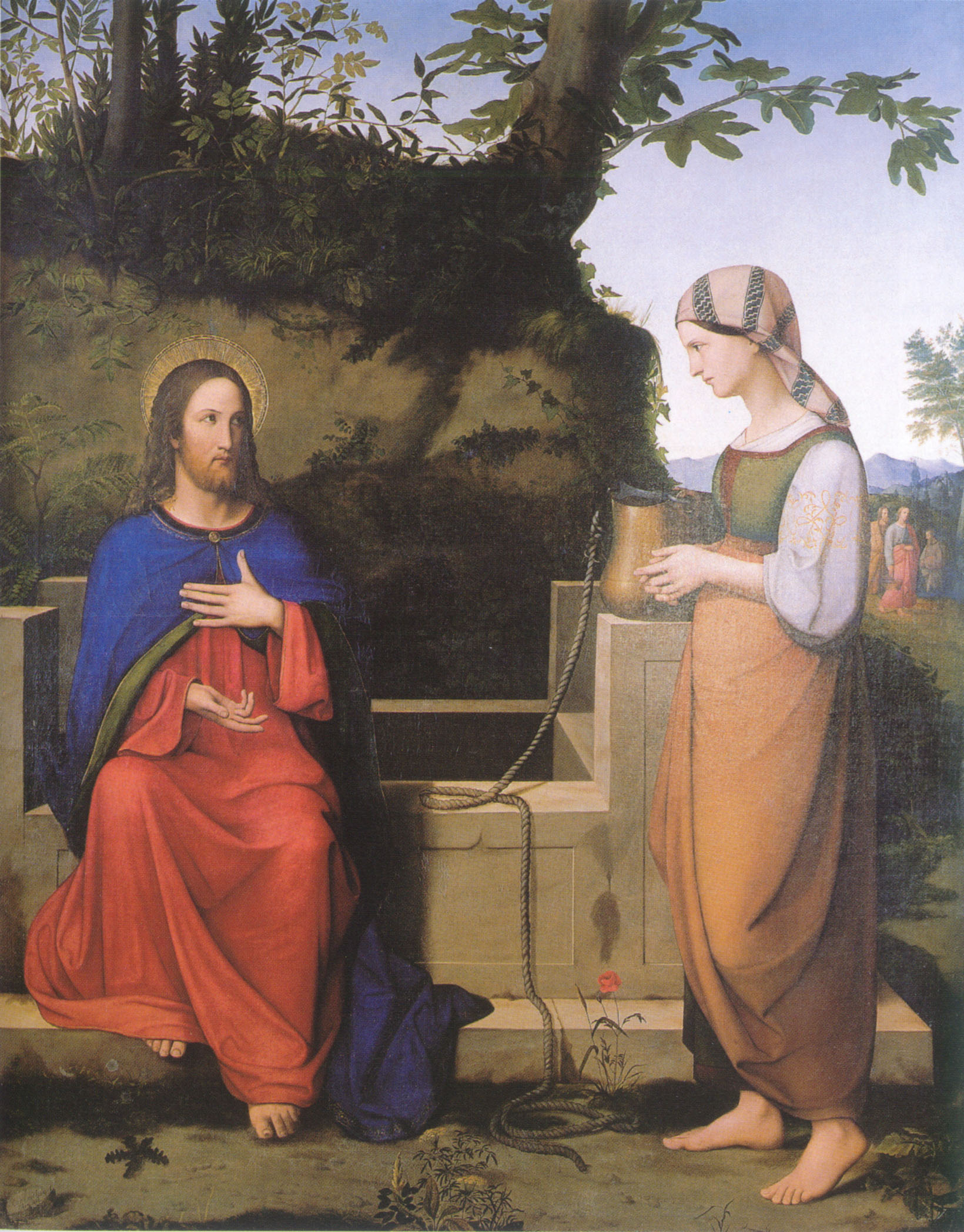
Christus und die Samariterin am Brunnen (1823)

Im Frühjahr 1821 trat Hempel eine Reise nach Rom an, wobei er Florenz als Zwischenstation besuchte. In Rom traf er bald auf die anderen jungen Künstler, die sich dort aufhielten, und freundete sich mit Leopold Kupelwieser und Joseph Tunner an. Der Gedankenaustausch mit diesen Künstlern verstärkte Hempels Abneigung der akademischen Kunstauffassung. Auch mit Friedrich Overbeck und Julius Schnorr von Carolsfeld kam Hempel in Kontakt. Seine Hauptbeschäftigung bestand im Kopieren von Gemälden und dem Zeichnen nach der Natur. Im Juni 1825 kehrte er über Florenz und Nürnberg nach Wien zurück.

### Wien, Horn, Bozen und Graz
In Wien führte Hempel seine künstlerische Tätigkeit fort und begann philosophische Studien bei Friedrich Schlegel, außerdem besuchte er Vorlesungen über Botanik. 1827 trat er zum Katholizismus über. Zwei Jahre später heiratete er Anna Maria Henriette Friedenheim (1808–1865), mit der er insgesamt zehn Kinder hatte. 1832 erwarb er die Herrschaften Kattau und Missingdorf bei Horn in Niederösterreich. Neben seinen Pflichten als Gutsherr schuf er eine Reihe von Altargemälden für umliegende Pfarrkirchen, die er auf eigene Kosten restaurieren ließ. Vermutlich, weil ihm die geistigen Anregungen Wiens fehlten, verkaufte er 1839 wieder seine beiden Güter und kehrte in die Hauptstadt zurück.

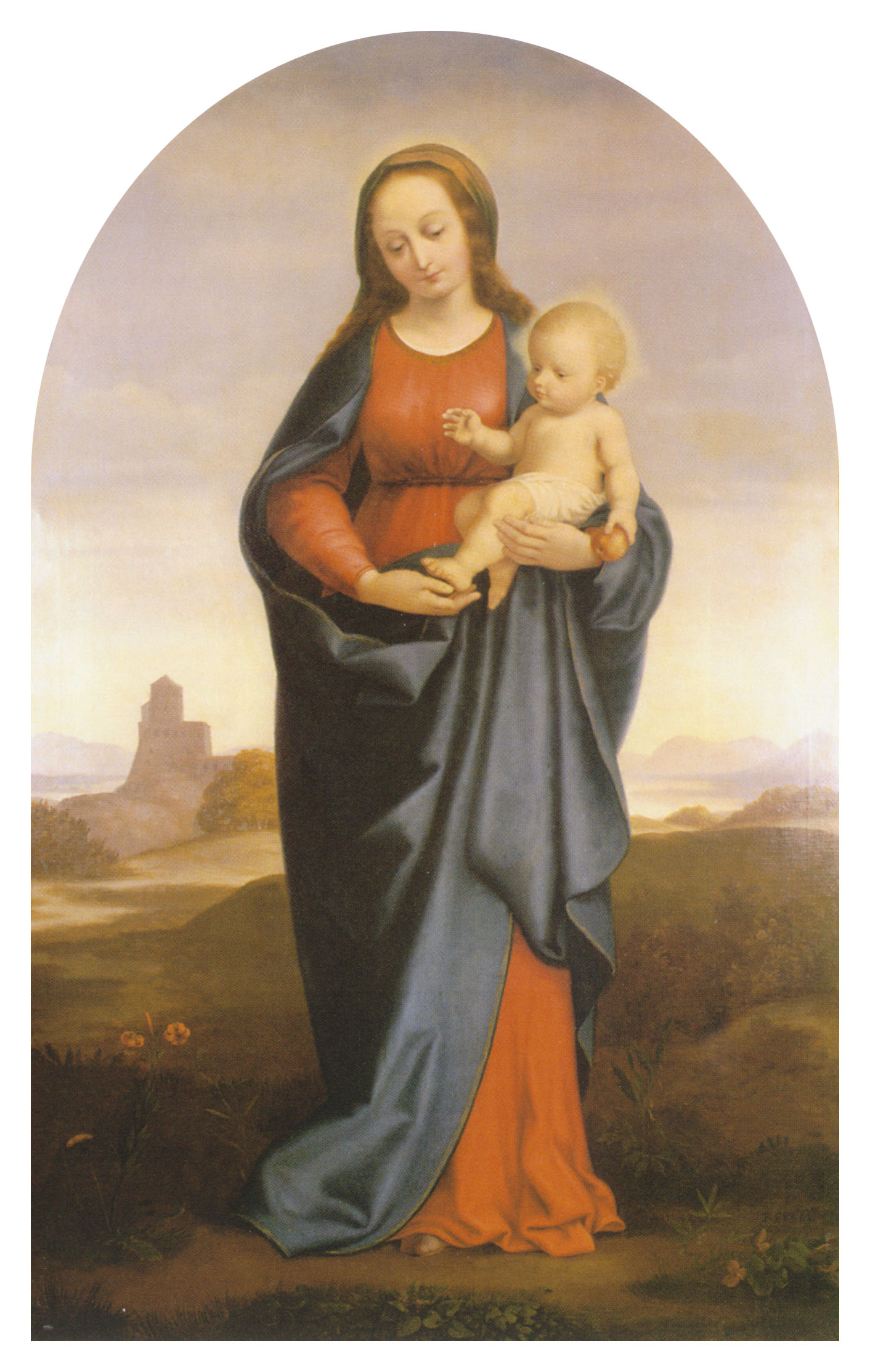
Maria mit dem Christuskind (1855)

In Wien besuchte Hempel erneut Vorlesungen über Botanik, worauf er zahlreiche Blumenaquarelle malte. Der Revolutionsbewegung von 1848 schloss er sich zunächst begeistert an und wurde Mitglied der Nationalgarde, radikalen Veränderungen war er aber als Mitglied der Monarchie naturgemäß abgeneigt. Im selben Jahr verließ er die Stadt und ließ sich mit seiner Familie in Klagenfurt nieder. Dort errichtete er im Gebäude des städtischen Lyzeums eine eigene Zeichenschule, in der er selbst unterrichtete. 1850 siedelte er jedoch nach Bozen um, da das feuchte und kalte Klima seiner kränkelnden Frau nicht bekam. Auch hier entstand wieder eine Reihe von Bildern mit fast ausschließlich religiösen Themen. Um den Söhnen ein Studium zu ermöglichen, zog die Familie nach Graz, wo sie vier Jahre lang blieb.

### Späte Jahre: Kroatien und Graz
1859 erwarb Hempel die Herrschaften Vrbovec und Rakovec in Kroatien, die er mit seiner Familie bewohnte. Nach dem Verkauf der Güter 1863 zog er nach Graz zurück, wo Anna von Hempel zwei Jahre später starb. Nach diesem Ereignis malte Josef von Hempel kein Ölgemälde mehr, sondern konzentrierte sich auf botanische Zeichnungen von wildwachsenden Pflanzen. Wegen seines zunehmenden Alters und seiner nachlassenden Sehkraft konnte er sich bald nicht mehr der Malerei widmen und wandte sich der Poesie zu. Er starb während eines Besuchs seiner Tochter Karoline Veith.

## Werk
Von Hempel sind etwa 100 Ölgemälde mit überwiegend religiösen Motiven sowie über 50 Aquarelle, Zeichnungen und Lithografien überliefert.
- 1837 Pfarrkirche Kattau Hochaltarbild Madonna in Glorie

Nur wenige Werke Hempels hängen in Museen. Mangels finanzieller Sorgen, wahrscheinlich auch wegen seiner tiefen Religiosität stiftete er viele an Kirchen und Klöster. Andere Bilder, insbesondere seine Familienporträts, befinden sich weiterhin in Familienbesitz.
Weiterhin verfasste Hempel ein Lustspiel mit dem Titel Graf Biegler sowie die Dramen Rafael und Der Schwur.